# Aaron Taylor-Johnson
Aaron Perry Taylor-Johnson (High Wycombe, Buckinghamshire, Inglaterra, 13 de junio de 1990) es un actor, guionista y productor británico. Es más conocido por su interpretación del personaje Dave Lizewski / Kick-Ass en la película homónima Kick-Ass (2010) y su secuela Kick-Ass 2 (2013), y del personaje Pietro Maximoff / Quicksilver en Vengadores: La era de Ultrón (2015).
Johnson comenzó a actuar de niño y apareció en películas como Shanghai Knights (2003), El ilusionista (2006) y Angus, tangas y besos perfectos (2008). Su interpretación de John Lennon en la película biográfica Nowhere Boy (2009), dirigida por Sam Taylor-Johnson, con quien se casó en 2012, cosechó muy buenas críticas en su carrera. Siguió con papeles en el thriller criminal Salvajes (2012) de Oliver Stone, el drama de época Anna Karenina (2012) y la película de monstruos Godzilla (2014) de Gareth Edwards.
Por su interpretación del psicópata Ray Marcus en la película de suspenso Animales nocturnos (2016), Taylor-Johnson ganó el Globo de Oro al Mejor Actor de Reparto y fue nominado al Premio BAFTA al Mejor Actor de Reparto. Desde entonces ha aparecido en las películas de acción Tenet (2020) de Christopher Nolan y Bullet Train (2022) de David Leitch. Interpretó a Kraven el Cazador en la película Kraven The Hunter (2024), y a Frederick Harding en Nosferatu (2024) de Robert Eggers.

## Biografía

### Primeros años
Aaron nació en High Wycombe, Buckinghamshire, hijo de una ama de casa y de un ingeniero civil. Tiene una hermana mayor llamada Gemma nacida en 1985. Aaron es de religión judía. Fue educado en Holmer Green Senior School y asistió a la Escuela Escénica Jackie Palmer en High Wycombe entre 1996 y 2008, donde estudió teatro, tap, jazz, acrobacia y canto.

### Vida privada

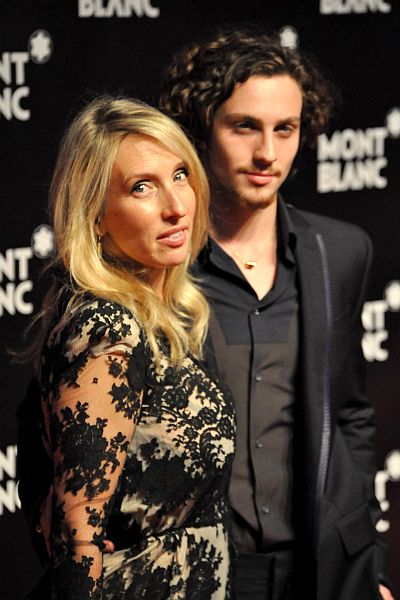
Taylor-Johnson, con Sam Taylor-Wood, en septiembre de 2010.

Después de que Johnson conoció a la cineasta Sam Taylor-Wood en 2009 en el set de su película Nowhere Boy, cuando él tenía 18 años y ella 41,   los dos comenzaron a salir y se casaron en la capilla de Babington House, el 21 de junio de 2012.  Posteriormente ambos cambiaron sus apellidos a Taylor-Johnson.  Tienen dos hijas, Wilda Rae y Romy Hero, y es el padrastro de Jessie y Angelica, las hijas de su esposa de un matrimonio anterior. 
Taylor-Johnson vive con su esposa, hijas e hijastras en una granja cerca de Bruton, Somerset, y es un ávido productor de hortalizas. 

## Trayectoria profesional

### Años 2000 - 2019

#### Papeles de preadolescente y adolescente
Johnson comenzó a actuar a la edad de seis años. En el escenario, apareció en una producción londinense de Macbeth de William Shakespeare, interpretando al hijo de Macduff junto a Rufus Sewell, quien interpretó a Macbeth, en 1999.  Apareció en All My Sons de Arthur Miller en 2000. Sus papeles televisivos incluyen a Niker en la adaptación de la BBC de 2004 de la novela Feather Boy, Aaron en la serie ITV1 de Danny Brocklehurst Talk to Me y Owen Stephens en Nearly Famous.  En 2003, Taylor-Johnson apareció como un joven Charlie Chaplin en Shanghai Knights junto a Jackie Chan y Owen Wilson, con Chaplin representado como miembro de una pandilla londinense de hooligans callejeros. Ese año, también apareció como estrella invitada en un episodio especial en vivo del drama de ITV The Bill.
En 2006, apareció en The Illusionist, apareciendo en las primeras escenas de flashback como el personaje de Edward Norton, Eduard Abramovicz, cuando era un adolescente. Las escenas muestran al joven Eduard aprendiendo magia por primera vez. Para ello, Johnson tuvo que aprender a realizar el truco con la pelota que realiza su personaje. Aprendió a equilibrar el huevo sobre el palo, aunque lo hacía mecánicamente.  También protagonizó la película The Thief Lord (2006) como Prosper.

#### Papeles de adulto

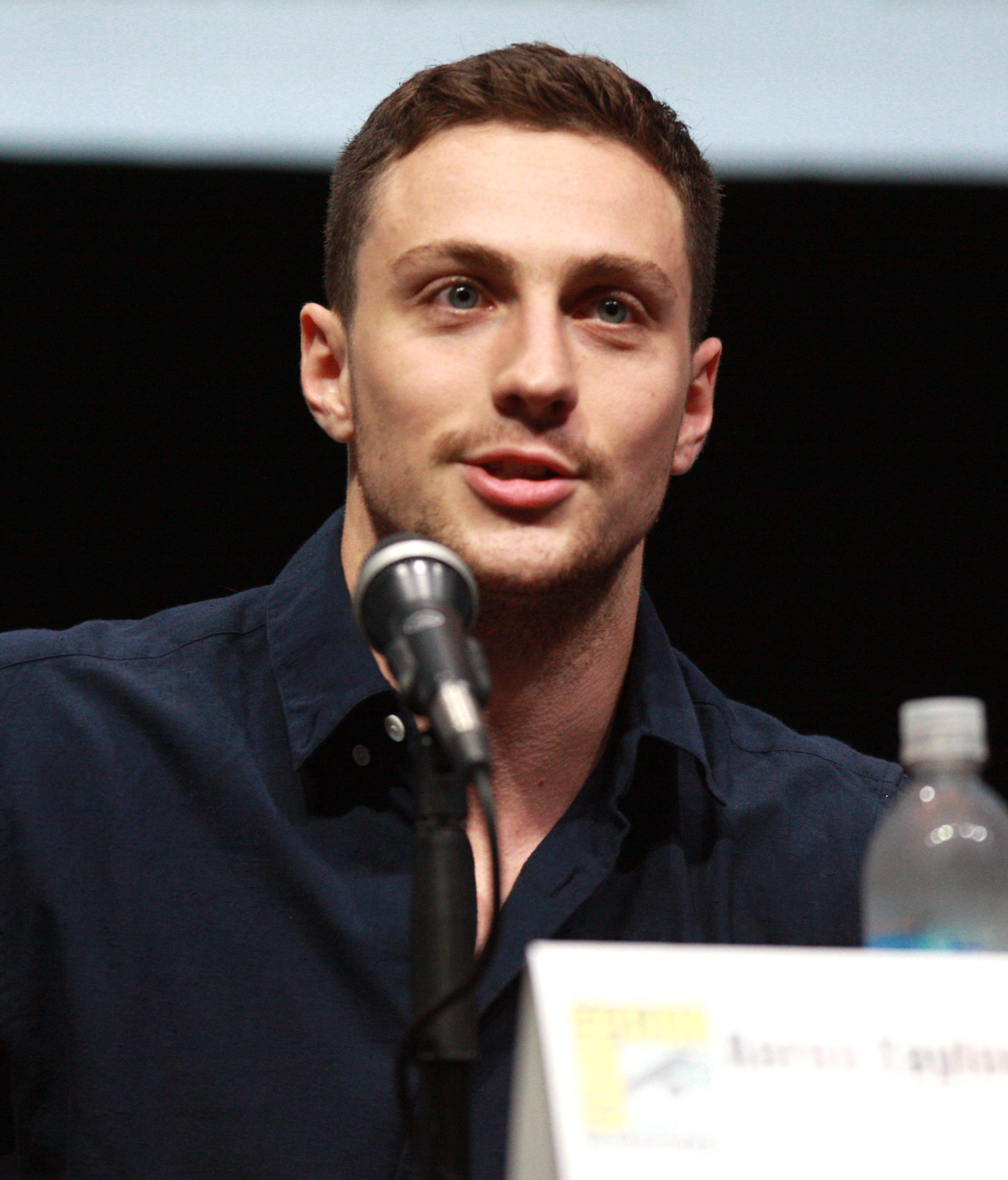
Taylor-Johnson en la San Diego Comic Con International en 2013

Taylor-Johnson apareció como John Lennon en la película biográfica Nowhere Boy (2009), dirigida por Sam Taylor-Wood. Su actuación le valió el Premio Empire al Mejor Actor Revelación y también fue nominado como Joven Artista Británico del Año por el Círculo de Críticos de Cine de Londres. En 2010, Taylor-Johnson apareció como David "Dave" Lizewski/Kick-Ass, el personaje principal de Kick-Ass, basado en el cómic de superhéroes del mismo nombre del escritor escocés Mark Millar.   Su actuación en Kick-Ass le valió una nominación al premio BAFTA a la estrella emergente. También apareció como el personaje central, William, en Chatroom de Hideo Nakata. En diciembre de 2010, Taylor-Johnson se unió al elenco de Albert Nobbs como reemplazo de Orlando Bloom, quien abandonó la producción debido al embarazo de su esposa. Taylor-Johnson protagonizó el vídeo musical de REM de 2011, «Überlin», que también fue dirigido por su entonces prometida. 

Taylor-Johnson interpretó al Conde Vronsky en Anna Karenina (2012). Más tarde, interpretó a Ben en Savages (2012) de Oliver Stone. El crítico de cine de HitFix, Drew McWeeny, se mostró positivo sobre el vínculo entre Johnson y su coprotagonista Taylor Kitsch, que "parece no sólo creíble sino vivido y auténtico a lo largo de la película", y destacó la evolución en la madurez de Johnson desde Kick-Ass .  Taylor-Johnson protagonizó el reinicio de Godzilla, estrenado en mayo de 2014.   Taylor-Johnson interpretó a Quicksilver en Avengers: Age of Ultron (2015), la secuela de The Avengers de 2012, como parte del Universo cinematográfico de Marvel. Taylor-Johnson apareció por primera vez como personaje en una escena posterior a los créditos de la película Capitán América: El Soldado de Invierno (2014). El papel lo reunió con Elizabeth Olsen, quien interpretó a su esposa en Godzilla. 

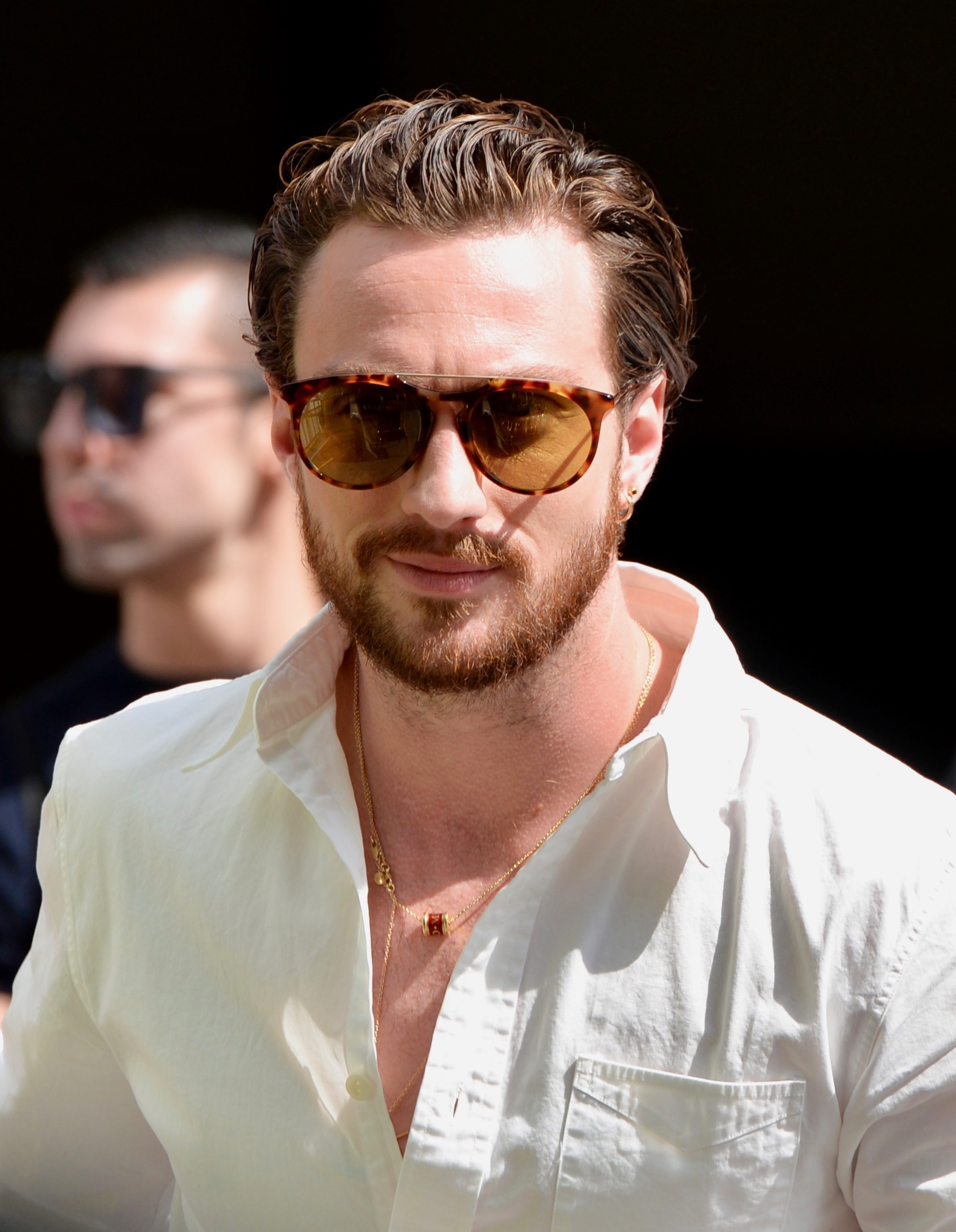
Aaron Taylor-Johnson, en 2018, en el Toronto International Film Festival.

Interpretó a Ray Marcus, un tejano amenazador, en el thriller Nocturnal Animals (2016) de Tom Ford. Por el papel, ganó el Globo de Oro al mejor actor de reparto. Taylor-Johnson también se convirtió en el primer ganador del Globo de Oro en dicha categoría, desde Richard Benjamin, que no recibió una nominación al Premio de la Academia. Por el papel, también recibió una nominación al Premio BAFTA al mejor actor de reparto. En 2017, interpretó a un soldado estadounidense (junto a John Cena) en el thriller de Doug Liman The Wall, y en 2018 apareció en Outlaw King, un drama de acción histórico británico-estadounidense sobre Robert the Bruce y las Guerras de Independencia escocesa.

### Años 2020 - Actualidad
Taylor-Johnson tuvo un papel secundario en la película Tenet (2020) de Christopher Nolan. Más adelante, apareció en Bullet Train (2022) de David Leitch, una película de suspenso y acción basada en la novela Mariabītoru de Kōtarō Isaka.
En 2024, estrenó un total de 3 películas; fue anunciado para interpretar al personaje de Marvel Comics Kraven el Cazador en Kraven the Hunter (2024) como parte del Universo Spider-Man de Sony. También se volvió a reunir con Leitch en la película de acción The Fall Guy (2024), donde interpreta a Tom Ryder, una estrella de cine que desaparece. Interpretó al personaje de Friedrich Harding en la película Nosferatu (2024) del cineasta Robert Eggers, basada en la cinta Nosferatu, eine Symphonie des Grauens (1922).
Para 2025, tiene pendiente protagonizar película de terror posapocalíptica 28 Years Later, tercera parte de las películas de zombies 28 Days Later (2002) y 28 Weeks Later (2007).

## Imagen pública
Taylor-Johnson fue nombrado uno de los 50 hombres británicos mejor vestidos GQ en 2015.  En una entrevista de 2019 con GQ Australia, definió su estilo como elegante y "atemporal". 
En 2024 fue declarado el «hombre más guapo del mundo» según varios artículos científicos, debido a que su rostro cuenta con facciones de un 93% de perfección.

## Filmografía

### Cine
| Año  | Título original                     | Papel                         | Notas                         | Ref    |
| ---- | ----------------------------------- | ----------------------------- | ----------------------------- | ------ |
| 2000 | The Apocalypse                      | Johanan                       |                               | [ 36 ] |
| 2002 | Tom & Thomas                        | Tom Sheppard / Thomas         |                               | [ 37 ] |
| 2003 | Behind closed doors                 | Sam Goodwin                   |                               | [ 38 ] |
| 2003 | Shanghai Knights                    | Charles Chaplin               |                               | [ 39 ] |
| 2004 | Dead Cool                           | George                        |                               |        |
| 2006 | Lord of Thief                       | Prosper                       |                               | [ 40 ] |
| 2006 | The Illusionist                     | Eisenheim (joven)             |                               | [ 41 ] |
| 2006 | The Best Man                        | Michael (con 15 años)         |                               |        |
| 2006 | Fast Leaners                        | Neil                          | Cortometraje                  | [ 42 ] |
| 2007 | The Magic Door                      | Flip                          |                               |        |
| 2008 | Dummy                               | Danny                         |                               | [ 43 ] |
| 2008 | Angus, Thongs and Perfect Snogging  | Robbie Jennings               |                               | [ 44 ] |
| 2009 | The Greatest                        | Bennett Brewer                |                               | [ 45 ] |
| 2009 | Nowhere Boy                         | John Lennon                   |                               | [ 46 ] |
| 2010 | Kick Ass                            | Dave Lizewsky / Kick-Ass      |                               | [ 47 ] |
| 2010 | ChatRoom                            | William Collins               |                               | [ 48 ] |
| 2011 | Albert Nobbs                        | Joe Mackins                   |                               | [ 49 ] |
| 2012 | Savages                             | Ben Leonard                   |                               | [ 50 ] |
| 2012 | Anna Karenina                       | Alekséi Kiríllovich Vronsky   |                               | [ 51 ] |
| 2013 | Kick-Ass 2                          | Dave Lizewsky / Kick-Ass      |                               | [ 52 ] |
| 2014 | Captain America: The Winter Soldier | Pietro Maximoff / Quicksilver | Cameo sin acreditar           | [ 53 ] |
| 2014 | Godzilla                            | Teniente Ford Brody           |                               | [ 54 ] |
| 2015 | Avengers: Age of Ultron             | Pietro Maximoff / Quicksilver |                               | [ 55 ] |
| 2016 | Nocturnal Animals                   | Ray Marcus                    |                               | [ 56 ] |
| 2017 | The Wall                            | Allen «Ize» Isaac             |                               | [ 57 ] |
| 2018 | Outlaw King                         | James Douglas                 |                               | [ 58 ] |
| 2018 | A Million Little Pieces             | James Frey                    | También guionista y productor | [ 59 ] |
| 2020 | Tenet                               | Ives                          |                               | [ 60 ] |
| 2021 | The King's Man                      | Archie Reid                   |                               | [ 61 ] |
| 2022 | Bullet Train                        | Mandarina                     |                               | [ 62 ] |
| 2024 | The Fall Guy                        | Tom Ryder                     |                               | [ 63 ] |
| 2024 | Kraven the Hunter                   | Sergei Kravinoff «Kraven»     |                               | [ 64 ] |
| 2024 | Nosferatu                           | Friedrich Harding             |                               | [ 65 ] |
| 2025 | 28 Years Later                      | Jamie                         |                               | [ 32 ] |
| 2026 | 28 Years Later: The Bone Temple     | Jamie                         |                               | [ 32 ] |
| 2026 | Werbulf                             |                               |                               | [ 66 ] |
| TBA  | Fuze                                | ―                             |                               | [ 67 ] |
| TBA  | Blood on Snow                       | Olav                          |                               | [ 68 ] |

### Televisión
| Año  | Título original                                 | Papel         | Notas                     |
| ---- | ----------------------------------------------- | ------------- | ------------------------- |
| 2003 | The Bill                                        | Zac Clough    | Episodio: «162»           |
| 2004 | Family Business                                 | Paul Sullivan | 1 episodio                |
| 2006 | I Shouldn't Be Alive                            | Mark          | 4 episodios               |
| 2006 | Casualty                                        | Joey Byrne    | Episodio: «Silent Ties»   |
| 2007 | Talk to Me                                      | Aaron         | 4 episodios               |
| 2007 | Coming Up                                       | Eoin          | Episodio: «99,100»        |
| 2007 | Nearly Famous                                   | Owen Stephens | 6 episodios               |
| 2007 | Sherlock Holmes and the Baker Street Irregulars | Finch         | Película de televisión    |
| 2014 | Family Guy                                      | Jaidan (voz)  | Episodio: «Chap Stewie»   |
| 2021 | Calls                                           | Mark (voz)    | Episodio: «The Beginning» |

### Videos musicales
| Año  | Título     | Grupo | Ref |
| ---- | ---------- | ----- | --- |
| 2011 | ÜBerlin    | R.E.M |     |
| 2020 | Black Rain | Rhye  |     |

## Reconocimientos

### Globos de Oro
| Año  | Categoría              | Película          | Resultado |
| ---- | ---------------------- | ----------------- | --------- |
| 2016 | Mejor actor de reparto | Nocturnal Animals | Ganador   |

### Premios BAFTA
| Año  | Categoría              | Película          | Resultado |
| ---- | ---------------------- | ----------------- | --------- |
| 2016 | Mejor actor de reparto | Nocturnal Animals | Nominado  |

### Otros
| Año  | Asociación                                                                             | Nominación         | Categoría                                                                                 | Resultado | Ref. |
| ---- | -------------------------------------------------------------------------------------- | ------------------ | ----------------------------------------------------------------------------------------- | --------- | ---- |
| 2009 | Premios del Círculo de Críticos de Cine de Londres (London Film Critics Circle Awards) | Nowhere Boy yDummy | Joven intérprete británico del año                                                        | Nominado  | Ref. |
| 2009 | Premios del Cine Independiente Británico (British Independent Film Awards)             | Nowhere Boy        | Mejor actor                                                                               | Nominado  | Ref. |
| 2010 | Premios Empire                                                                         | Nowhere Boy        | Mejor Revelación                                                                          | Ganador   | Ref. |
| 2010 | Scream Awards                                                                          | Kick-Ass           | Mejor Actuación Revelación - Masculino                                                    | Nominado  | Ref. |
| 2010 | Scream Awards                                                                          | Kick-Ass           | Mejor actor de fantasía                                                                   | Nominado  | Ref. |
| 2010 | Scream Awards                                                                          | Kick-Ass           | Mejor superhéroe                                                                          | Nominado  | Ref. |
| 2010 | Teen Choice Awards                                                                     | Kick-Ass           | Película elegida: estrella revelación masculina                                           | Nominado  | Ref. |
| 2011 | Empire Awards                                                                          | Kick-Ass           | Mejor actor                                                                               | Nominado  | Ref. |
| 2011 | British Academy Film Awards - Premios BAFTA                                            | Kick-Ass           | Premio estrella en ascenso                                                                | Nominado  | Ref. |
| 2012 | EDA Awards                                                                             | Anna Karenina      | Mejor representación de desnudez, sexualidad o seducción (compartida con Keira Knightley) | Nominado  | Ref. |
| 2016 | Sociedad de Críticos de Cine de San Diego                                              | Nocturnal Animals  | Mejor actor de reparto                                                                    | Nominado  | Ref. |
| 2017 | Festival Internacional de Cine de Santa Bárbara                                        | Nocturnal Animals  | Premio Virtuoso                                                                           | Ganador   | Ref. |
| 2022 | Festival Internacional de Cine de Locarno                                              | él mismo           | Premio a la Excelencia Davide Campari                                                     | Ganador   | Ref. |